# Катастрофа Boeing 747 в Найроби
Катастрофа Boeing 747 в Найроби — крупная авиационная катастрофа, произошедшая в среду 20 ноября 1974 года. Авиалайнер Boeing 747-130 авиакомпании Lufthansa выполнял плановый рейс LN540/15 по маршруту Франкфурт-на-Майне—Найроби—Йоханнесбург, но через 16 секунд после вылета из Найроби рухнул на землю и разрушился. Из находившихся на его борту 157 человек (140 пассажиров и 17 членов экипажа) погибли 59.
Катастрофа рейса 540 стала первой авиакатастрофой с участием Boeing 747 и крупнейшей авиакатастрофой в истории Кении (на 2020 год).

## Самолёт
Boeing 747-130 (регистрационный номер D-ABYB, заводской 19747, серийный 029) был выпущен компанией «Boeing» в 1970 году и 30 марта совершил свой первый полёт. 13 апреля того же года был продан авиакомпании Lufthansa, где получил бортовой номер D-ABYB и имя Hessen; в авиапарке Lufthansa он стал вторым Boeing 747 (после борта D-ABYA, поступившего 10 марта того же года). Оснащён четырьмя турбовентиляторными двигателями Pratt & Whitney JT9D-7. На день катастрофы налетал 16 781 час.

## Экипаж
- Командир воздушного судна (КВС) — 53-летний Кристиан Крак (нем. Christian Krack). Налетал 10 464 часа, 1619 из них на Boeing 747.
- Второй пилот — 35-летний Ханс-Иоахим Шаке (нем. Hans-Joachim Schacke). Налетал 3418 часов, 2237 из них на Boeing 747.
- Бортинженер — 50-летний Рудольф Хан (нем. Rudolf Hahn). Налетал свыше 13 000 часов.

В салоне самолёта работали 14 бортпроводников.

## Хронология событий

### Предшествующие обстоятельства
20 ноября 1974 года Boeing 747-130 борт D-ABYB выполнял рейс LN540/15 из Франкфурта-на-Майне (ФРГ) в Йоханнесбург (ЮАР) с промежуточной посадкой в Найроби (Кения). Первый этап полёта (Франкфурт-на-Майне—Найроби) прошёл без отклонений, после чего в Найроби произошла смена экипажа. Всего на борту рейса 540 находились 17 членов экипажа и 140 пассажиров. Общий взлётный вес самолёта составлял 254 576 килограммов, что гораздо меньше максимально допустимого; в итоге экипаж принял решение не использовать при взлёте полную мощность двигателей, что позволяло увеличить их ресурс.
По договорённости между пилотами, на первом этапе полёта должен был пилотировать второй пилот, а командир выполнять предполётные процедуры. В 07:42 было дано разрешение на запуск двигателей.
| Найроби-Вышка        | Люфтганза пять четыре ноль, Найроби-Вышка.                                                     |
| Второй пилот         | Пять четыре ноль, готовы следовать.                                                            |
| Найроби-Вышка        | Понял. Вы можете выбрать полосу два четыре, если хотите, или полосу ноль шесть. Что выбираете? |
| КВС (второму пилоту) | О, два четыре это хорошо.                                                                      |
| Второй пилот         | Мы берём два четыре.                                                                           |
| Найроби-Вышка        | Понял. Разрешаю предварительный, полоса два четыре.                                            |
| Второй пилот         | Понял. Разрешили предварительный, полоса два четыре. А нам разрешено его занять?               |
| Найроби-Вышка        | Люфтганза пять четыре ноль, разрешается. Вход и отслеживание в обратном порядке.               |
| Второй пилот         | Понял, спасибо.                                                                                |
| Второй пилот (КВС)   | Так, закрылки?                                                                                 |
| КВС                  | Есть.                                                                                          |
| Второй пилот         | Так, я должен выполнять взлёт.                                                                 |
| КВС                  | Да, пожалуйста.                                                                                |
| Бортинженер          | Контрольная карта. Тормоза?                                                                    |
| Второй пилот         | Проверены.                                                                                     |
| Бортинженер          | Закрылки?                                                                                      |
| Второй пилот         | Десять, десять, зелёный.                                                                       |
| Бортинженер          | Управление полётом? (ответ неразборчив)                                                        |
| Бортинженер          | Перепускные клапаны?                                                                           |
| Второй пилот         | Проверены.                                                                                     |
| Бортинженер          | Полётные приборы и индикаторы на панели?                                                       |
| КВС                  | Нет предупреждений.                                                                            |
| 2-й пилот            | Предупреждения отсутствуют.                                                                    |
| КВС                  | Отчёт по кабине получен (после зачитывания контрольной карты).                                 |
| Бортинженер          | Контрольная карта выполнена.                                                                   |

### Катастрофа
Пока самолёт следовал к ВПП №24, экипаж выпустил закрылки на 10°; синхронно с ними должны были выпуститься и предкрылки. В аэропорту в это время стояла тёплая ясная погода. В 07:50 лайнер занял позицию на исполнительном старте. В 07:51 с экипажем связался авиадиспетчер.
| Найроби-Вышка | Люфтганза пять четыре ноль, ваше положение? |
| Второй пилот  | Готовы. |
| Найроби-Вышка | Диспетчер разрешает Люфтганза пять четыре ноль из Найроби в Ян Смэтс по дельта амбер один ноль. Набирайте эшелон три пять ноль, на Майк Браво Мбея Эхо. Разрешение на проверки и взлёт истекает в пять шесть, сейчас пять один. |

После завершения зачитывания контрольной карты перед взлётом бортинженер доложил об этом командиру и второму пилоту и экипаж приступил к взлёту. Рычаги двигателей были установлены во взлётное положение 3A, после чего лайнер начал разгон по взлётной полосе №24. Разгон выполнялся в нормальном режиме, вскоре командир доложил о скорости в 80 узлов, затем V1 (взлётная скорость; скорость принятия решения), а затем VR (скорость отрыва от ВПП; скорость подъёма носовой стойки шасси). На скорости 230 км/ч второй пилот потянул штурвал «на себя», самолёт поднял нос и оторвался от ВПП.
Но едва рейс 540 поднялся в воздух, сидевшие у иллюминаторов пассажиры заметили сильную вибрацию крыла, которая затем распространилась на весь самолёт. Помимо вибрации, пилоты заметили, что самолёт очень медленно набирал высоту; у КВС и второго пилота даже возникли подозрения об отказе двигателя, но бортинженер доложил, что все 4 двигателя работают исправно. Затем началась тряска штурвала, предупреждающая об опасности сваливания. Боясь, что скорость может упасть до критического значения, второй пилот отклонил штурвал «от себя», выведя лайнер в горизонтальный режим полёта на высоте около 30 метров над землёй. Для снижения аэродинамического сопротивления он крикнул убрать шасси, но едва открылись массивные створки ниш, аэродинамическое сопротивление резко возросло и самолёт начал снижаться; это увидел авиадиспетчер на башне аэропорта, который тут же объявил сигнал тревоги. В 1120 метрах от выходного торца ВПП №24 рейс LN540/15 коснулся земли, снова поднялся в воздух и, пролетев ещё 114 метров, врезался в проходящую по насыпи автомобильную дорогу. От удара самолёт разорвало на две части, основная часть с крыльями проскользила по земле ещё 454 метра, при этом развернувшись на 180°. Весь полёт длился всего 16 секунд.
Сразу после остановки бортпроводники начали эвакуацию пассажиров, вскоре прибыли пожарные машины, но через несколько минут после катастрофы взорвались топливные баки самолёта. В катастрофе погибли 59 человек — 4 члена экипажа (бортпроводники) и 55 пассажиров; выжили 89 человек (13 членов экипажа (все три пилота и 10 бортпроводников) и 76 пассажиров), 54 из них получили ранения различной степени тяжести. Это первая авиакатастрофа в истории самолёта Boeing 747 и крупнейшая авиакатастрофа в истории Кении и авиакомпании Lufthansa.

## Расследование
Следователи довольно быстро установили причину катастрофы — экипаж не открыл перепускные клапаны, и в итоге пневматическая система выпуска предкрылков, которые должны выпускаться синхронно с закрылками, не была включена. Из-за невыпущенных предкрылков крылья не могли создать достаточную подъёмную силу, что в условиях взлёта с высокогорного аэродрома (высота аэропорта Найроби около 1600 метров над уровнем моря) в тёплом воздухе и при сниженной мощности двигателей привело к резкому снижению высоты, а пилотам не хватило времени на осознание и исправление ситуации. Сопутствующими факторами стали нарушения проверок экипажем пунктов контрольной карты и отсутствие сигнала GPWS о положении предкрылков.
Как выяснилось впоследствии, в истории Boeing 747 до катастрофы в Найроби уже было два случая взлёта с убранными или не полностью выпущенными предкрылками, (в частности, в 1972 году с самолётом авиакомпании BOAC). Но в тех двух случаях экипаж успевал предотвратить развитие ситуации, и катастроф удалось избежать.

## Последствия катастрофы
- Компания «Boeing» внесла ряд изменений в конструкцию Boeing 747 по предупреждению сваливания и сигнализацию GPWS о состоянии механизации крыла[4].
- Бортинженер рейса 540 предстал перед судом за непроверенное положение перепускных клапанов. Судебный процесс завершился в 1981 году, бортинженер был оправдан[8]. Но командир и бортинженер рейса 540 были уволены из авиакомпании Lufthansa «по состоянию здоровья», а второй пилот был переведён на менее «престижные» рейсы[5].